# La Vierge à la roseraie (Botticelli)
Pour les articles homonymes, voir La Vierge à la roseraie.
La Vierge à la roseraie (en italien : Madonna del Roseto) est une peinture religieuse de Sandro Botticelli, datant de 1469-1470 environ, conservée à la  Galerie des Offices à Florence.

## Histoire
L'œuvre se trouvait au siège de la Chambre du Commerce de Florence, ce qui fit dire à historien de l'art Lighbown que le tableau a été peint pour la corporation Arte della Lana, dont le siège était dans le passé situé en ces lieux  ou pour le Tribunale della Mercanzia (it) pour lequel Botticelli avait déjà réalisé La Vierge de la loggia. 
L'historien de l'art  Wilhelm von Bode (1845-1929) a été le premier à l'attribuer à Botticelli, en la datant de l'époque « verrocchiesque » de l'artiste (1469-1470 environ), juste avant  l'allégorie de La Force). Par la suite d'autres critiques confirmèrent l'attribution.

## Thème
L'œuvre reprend un des thèmes de l'iconographie chrétienne, celui de la Vierge Marie représentée avec l'Enfant Jésus, devant un buisson de roses en Rosa Mystica.

## Description
La Vierge, représentée de face, pensive, tient l'Enfant sur ses genoux sous une loggia avec ses colonnes soutenant un arc à plein cintre avec un plafond à caissons qui encadre la tête de Marie suivant le profil curviligne du tableau. Derrière la Vierge, l'arrière-plan est composé d'un jardin dans lequel on note surtout un buisson de roses.
Au-dessus d'un dallage bicolore, la Vierge trône habillée de ses traditionnelles couleurs rouge et bleue : elle est finement coiffée et un voile fin retombe sur son front et ses épaules ; de sa main droite elle tient une grenade et ses pieds sont chaussés. L'Enfant regarde sa mère en goûtant le fruit.

## Analyse
Les roses sont le symbole d'un des titres de la Madone dite « rose mystique », la « rose sans épine » (rosa sine spina) ; la grenade que Marie tient à la main et que l'Enfant goûte symbolise la fertilité et la noblesse et la couleur rouge des fruits, le sang de la Passion.
L'œuvre est caractérisée par un fort contraste, avec des parties graphiques qui démontrent l'adhésion du jeune Botticelli aux manières de Verrocchio, dont il a fréquenté l'atelier. Néanmoins  la physionomie de l'Enfant est désormais typique de Botticelli qui a abandonné les exemples de Verrocchio qu'il avait utilisés dans les œuvres précédentes avec des formes arrondies et une expression de légère mélancolie. La figure de Marie est allongée et souple dans sa conception, bien plus que dans les œuvres de Fra Filippo Lippi, autre modèle du jeune peintre qui s'en est inspiré pour produire le délicat visage ovale de Marie, à la recherche de la beauté idéale.
Le maître prend un soin extrême pour rendre les plis réguliers des vêtements et la transparence des voiles.
Sur le bas le pavement à dalles de marbre témoigne de l'intention du maître de rendre la scène  perspective ; on note néanmoins  certaines insuffisances spatiales, comme la disproportion de l'arrière-plan architectural, trop petit par rapport à la figure de Marie et aux fleurs du jardin.